# Kangra Valley
Kangra Valley är en dal i Indien.   Den ligger i delstaten Himachal Pradesh, i den norra delen av landet, 400 km norr om huvudstaden New Delhi.